# Gustav Zahnke
Gustav Zahnke (*  14 mars 1908 à Berlin; † 25 avril 1930 à Leipzig) est un mécanicien allemand, communiste militant et résistant au nazisme.
Alors mécanicien au chômage dans le district de Berlin Lichtenberg, il a participé en tant que membre de la Ligue des jeunes communistes d'Allemagne aux cinquièmes Journées de la Jeunesse Communiste en avril 1930 à Leipzig. Gustav Zahnke est blessé par balle à la suite de l'intervention de la police et de la dispersion de la manifestation par la force.
Malgré l'importance de ses blessures, il est interrogé par la direction de la police de Leipzig, puis envoyé à l'hôpital. Il y succombera de ses blessures le 25 avril 1930. Gustav Zahnke est enterré au Cimetière central de Friedrichsfelde.
Après la fin de la Seconde Guerre mondiale, Gustav Zahnke a été déclaré officiellement « victime du fascisme » par un magistrat berlinois. Dans les années 1950, une plaque commémorative a été installée sur l'ancienne demeure de Gustav Zahnke au Margaretenstraße 9, Berlin. Une rue du quartier de Fennpfuhl a également été dénommée en sa mémoire.